# Les Charlots
Les Charlots (Los Charlots) son un grupo musical francés formado en 1966, compuesto principalmente de Gérard Rinaldi, Gérard Filippelli, Jean Sarrus, Luis Rego y Jean-Guy Fechner.
Evolucionando en un estilo cómico y parodique, deben su fama primeramente a sus canciones, después a las películas cuyas han sido las estrellas en los años 1970, sobre todo Les Bidasses en Folies (Los Bidasses en locura), Les Fous du Stade (Los locos del estadio) y Le Grand Bazar (El gran bazar).
Charlots es una jerga para "payasos" o "idiotas" en lugar de ser una referencia directa a Charlie Chaplin, quien generalmente se llamaba Charlot en Francia.

## Miembros
- Jean Sarrus (1966-1997) (2008-2011) (2014-presente)
- Gerard Filippelli (1966-1997) (2008)
- Gerard Rinaldi † (1966-1986) (2008-2011)
- Jean-Guy Fechner (1966-1976) (2008) (2014-presente)
- Luis Rego (1966-1972) (1982) (1992) (2008)
- Richard Bonnot (1986-1997) (2014-presente)

## Películas
- 1970 : La Grande Java, de Philippe Claro
- 1971 : Los Bidasses en locura, de Claude Zidi
- 1972 : Los locos del estadio, de Claude Zidi
- 1972 : Los Charlots hacen España, de Jean Girault
- 1973 : El gran bazar, de Claude Zidi
- 1974 : Los cuatro Charlots mousquetaires, de André Hunebelle
- 1974 : ¡Nuestro cuatro, Cardenal!, de André Hunebelle (continuación de la película precedente)
- 1974 : Los Bidasses van en guerra, de Claude Zidi
- 1975 : Buenos besos de Hong Kong, de Yvan Cifra
- 1978 : ¡Y viva la libertad!, de Serge Korber
- 1979 : Los Charlots en delirio, de Alain Basnier
- 1980 : Los Charlots contra Drácula, de Jean-Pierre Desagnat
- 1983 : El regreso de los Bidasses en locura, de Michel Vocoret
- 1984 : Charlots Connection, de Tejanos Modisto
- 1992 : El regreso de los Charlots, de Jean Sarrus